# 大賚県
大賚県（だいらい-けん）は清末から中華人民共和国初期にかけて現在の吉林省大安市に存在した県。

## 地理
大賚県は黒竜江省南部、嫩江下流東岸に位置した。

## 歴史
1902年（光緒28年）、黒竜江将軍が扎賚特荒務行局を設置したのが大賚県の前身である。1904年（光緒30年）、大賚庁を設置、庁署を莫勒紅崗子（現在の大安市大賚鎮）に置いた。中華民国が成立すると庁制は廃止され、1913年（民国2年）2月に大賚県に改編された。
1946年（民国35年）9月、国共内戦により実効支配権を獲得した中国共産党が大賚県と統合し賚広県を設置したが、1947年7月に解体、安広県が再設置された。1958年11月21日、安広県と大賚県を再び統合、大安県と改編された。
| 前の行政区画 大賚庁 | 吉林省の歴史的地名 1905年 - 1946年 | 次の行政区画 賚広県 |

| 前の行政区画 賚広県 | 吉林省の歴史的地名 1947年 - 1958年 | 次の行政区画 大安県 |